# عين حنين
عين حنين هي عين ماء عذبة شمال شرق مكة المكرمة وعلى بعد 26 كم من المسجد الحرام. وفيه وقعت غزوة حنين بين المسلمين بقيادة الرسول صلى الله عليه وسلم وقبيلة هوازن ومن حالفها في السنة الثامنة للهجرة / 630م، وفيها أنزل الله تعالى: (وَيَوْمَ حُنَيْنٍ ۙ إِذْ أَعْجَبَتْكُمْ كَثْرَتُكُمْ فَلَمْ تُغْنِ عَنكُمْ شَيْئًا) [سورة التوبة الآية: 25]. أمرت بإنشائها زبيدة بنت جعفر المنصور زوجة الخليفة العباسي الخامس هارون الرشيد لسقيا الحجاج بسبب شح المياه في مكة آنذاك، وهي بذلك أول مشروع يُعنى بسقاية الحاج، ثم توالت بعده عملية حفر القنوات المائية التي أمرت بها السيدة زبيدة ونتجت عنها عين المشاش وعين الشرائع وعين ميمون وعين الزعفران وعين البرود وعين الطارقي وأهمها عين زبيدة التي دام عطاؤها لأكثر من 1200 عام.

## التاريخ
يعود تاريخ عين حُنين إلى القرن الثاني الهجري، عندما ذهبت السيدة زبيدة بنت أبي الفضل إلى الحج، ولاحظت شح المياه وما يعانيه الحجاج من أجل توفير المياه، وحينها أمرت بإقامة مشروع لتموين مكة المكرمة يقوم على التنقيب عن مواقع المياه الجوفية في مكة وحفر القنوات المائية، ووقع الاختيار الأول على موقع حنين في مكة لبدء مشروع سقاية الحجاج، وهو واد يقع شمال شرق مكة المكرمة ويعرف بالشرائع في الوقت الحالي، وفيه وقعت غزوة حنين بين المسلمين بقيادة الرسول محمد صلى الله عليه وسلم وقبيلة هوزان ومن تحالف معهم. كانت تكثر في هذه المنطقة قديما المزارع وآبار المياه التي اشترتها السيدة زبيدة لتغذي العين بالمياه، ومن وادي الصدر ووادي النعمان تم سحب المياه بواسطة قنوات إلى عين حُنين التي سميت فيما بعد بعين الشرائع.

## الموقع الجغرافي والخصائص
تقع في وادي حنين على بعد 20–40 كم شمال شرق المسجد الحرام، وتحديدًا ضمن وادي حنين، قرب الجسر الأثري المعروف باسم "جسر وادي الشرائع" ومن أهم معالمها قنطرة حنين التي بنيت بنمط معماري مميز تصب في بركة على الضفة الأخرى من الوادي.